# Meo Patacca (film)
Meo Patacca è un film del 1972 diretto da Marcello Ciorciolini.
È il primo film da interprete protagonista per Gigi Proietti, incentrato sulla figura della maschera popolare romana di Meo Patacca, liberamente tratto dall'omonimo poema in romanesco di Giuseppe Berneri.

## Trama
Meo Patacca è un soldato di ventura sbadato, che imperversa nella Roma del 1600, a servizio del papa. Pasticcione e vanaglorioso, si contende l'amore di Nuccia con Marco Pepe (ed è corteggiato dalla moglie di un nobile, Mulè, interpretata da Rosalba Neri), finché non riceve una notizia dal pontefice: fermare i Turchi invasori. Meo organizza la truppa, ma la dabbenaggine dei soldati e la totale mancanza di conoscenza della geografia (in pratica non faranno che girare fuori le mura) farà scoppiare una catastrofe (tra l'altro fanno scappare dei briganti che avevano scambiato per turchi e che avevano fatto arrivare una carrozza di prostitute facendo perdere a quest'ultime il guadagno). In realtà sono pedine di un cardinale (Scaccia) che ha bisogno di eroi per il popolino, mentre l'unico che conosce la verità, Marco Pepe, viene messo alla gogna dal cardinale stesso dopo avergli fatto credere di avergli dato un piccolo gruppo di soldati svizzeri a mo' di guardie del corpo. Verrà salvato proprio da Nuccia che lo farà rifugiare nel Ghetto, ma si sparge la falsa voce che i giudii (come anticamente venivano chiamati gli ebrei a Roma) hanno chiamato i turchi con l'intenzione di invadere Roma, così sarà proprio Pepe, come si rivela essere proprio ebreo, a sfidare a duello Patacca intervenuto a sedare la rivolta dei cristiani. Un finto duello che, invece, si risolverà in una fuga a due sul Tevere tramite una barca per non tornare più. Questo perché Roma è diventata troppo pericolosa per i due uomini ormai eccessivamente esposti (oltretutto il cardinale vuole obbligare Patacca a diventare abate pur conservando Nuccia, considerata ambiziosa, come governante). Il film termina con la voce del cardinale che in onore della tipica indolenza della città dopo un breve periodo di rabbia Roma e i romani li dimenticarono altrettanto rapidamente.

## Colonna sonora
In origine venne stampato dalla RCA Original Cast, catalogo OC 028, un solo 45 giri con i brani Meo Patacca/Quante ne avemo viste. 
Contemporaneamente venne pubblicato dalla stessa etichetta anche l'album Luigi Proietti e Meo Patacca, codice PSL 10556, che, pur essendo il suo primo album solista, non è la colonna sonora del film contenendo diverse canzoni non presenti nel film (che non è un musicale).
Questa la lista dei brani: 
Lato A
- Meo Patacca
- Quando 'Na Donna Se Pente
- Quante N'Avemo Viste
- Se Te Toco
- Alla Fine Delle Scale
- Chi Me L'Ha Fatto Fa'

Lato B	
- Vecchio Sentimento
- Ho detto Al Sole
- Il Peccatore
- E Me Metto A Cantà
- Pensiero Popolare
- Er Tranquillante Nostro

Ma dopo 50 anni dall'uscita del film la Universal Music Publishing Ricordi ha rilasciato su cd l'intera colonna sonora composta da Vito Tommaso, la stessa colonna sonora si può ascoltare ufficialmente su YouTube e su Spotify. Mentre l'album di Proietti è stato recuperato su varie raccolte, ma mai integralmente e comunque non in quella forma. 